# Teorema de Picard-Lindelöf
El teorema de Picard-Lindelöf (muchas veces llamado simplemente teorema de Picard, otras teorema de Cauchy-Lipschitz o teorema de existencia y unicidad) es un resultado matemático de gran importancia dentro del estudio de las ecuaciones diferenciales ordinarias (EDO). Establece bajo qué condiciones puede asegurarse la existencia y unicidad de solución de una EDO dado un problema de Cauchy (problema de valor inicial).

## Historia
El estudio y desarrollo del Teorema de Picard-Lindelöf se realizó entre los años 1820 y 1900 y se llevó a cabo por Cauchy, Liouville, Lipschitz, Picard y Lindelöf:
- Entre 1820 y 1830, Cauchy probó que dada una función continua {\displaystyle f} tal que existe la derivada parcial {\displaystyle {\frac {\partial f}{\partial x}}} y además es continua en cierta región {\displaystyle D\subset \mathbb {R} ^{2}} relacionada con el punto {\displaystyle (t_{0},x_{0})}, entonces existe un intervalo {\displaystyle I\ni t_{0}} tal que el problema de valores iniciales

{\displaystyle {\begin{cases}x'=f(t,x),\\x(t_{0})=x_{0},\end{cases}}}

posee una única solución definida en {\displaystyle I}.
- En 1838, Liouville simplificó la prueba de Cauchy introduciendo el método de aproximaciones sucesivas, que más tarde se conocerían como iteraciones de Picard.
- En 1876, Lipschitz mejoró el resultado de Cauchy, sustituyendo la condición sobre  {\displaystyle {\frac {\partial f}{\partial x}}}  por una menos fuerte, conocida como condición de Lipschitz.
- Posteriormente, siguiendo las mismas ideas dadas por Liouville y Lipschitz, todo lo anterior fue ligeramente mejorado y generalizado por Picard (1890) y Lindelöf (1893). Es por ello, que el teorema debe su nombre al matemático francés Picard y al topólogo finlandés quien enunció la teoría de Picard tras su muerte.

## Teorema

### Enunciado general
| Sea {\displaystyle f:\Omega \subseteq (\mathbb {R} \times \mathbb {R} ^{n})\longrightarrow \mathbb {R} ^{n}}, donde {\displaystyle \Omega } es abierto, una función continua y localmente Lipschitz respecto de {\displaystyle {\mathit {x}}} (interprétese {\displaystyle f(t,x)} como la forma estándar de una EDO n-dimensional de primer orden). Entonces, dado {\displaystyle (t_{0},x_{0})\in \Omega }, podemos encontrar un intervalo cerrado {\displaystyle I_{\alpha }=[t_{0}-\alpha ,t_{0}+\alpha ]\subset \mathbb {R} ,\alpha >0} donde existe solución única del siguiente problema de Cauchy: {\displaystyle {\begin{cases}x'=f(t,x)\\x(t_{0})=x_{0}\end{cases}}} que cumple que los pares {\displaystyle (t,x(t))\in \Omega ,\forall t\in I_{\alpha }.} |

De hecho, el parámetro {\displaystyle \alpha } puede ser encontrado de manera explícita, en la demostración se dan detalles de ello.
| Demostración |
| Sea {\displaystyle C_{a,b}={\overline {I_{a}(t_{0})}}\times {\overline {B_{b}(x_{0})}}} un cilindro compacto contenido en {\displaystyle \Omega }, donde {\displaystyle {\overline {I_{a}(t_{0})}}=[t_{0}-a,t_{0}+a]} y {\displaystyle {\overline {B_{b}(x_{0})}}={\big \{}x\in \mathbb {R} ^{n}:\|x-x_{0}\|\leq b{\big \}}}. Sea {\displaystyle M=\displaystyle \sup _{C_{a,b}}\\|f\\|}, es decir, el valor de máxima pendiente en módulo. Y finalmente sea {\displaystyle L} la constante de Lipschtitz de {\displaystyle f} respecto la segunda variable en {\displaystyle C_{a,b}} (nótese que dicha constante depende de {\displaystyle (t_{0},x_{0})}). Definimos el siguiente operador entre funciones continuas, el operador de Picard, como sigue: {\displaystyle \Gamma :{\mathcal {C}}(I_{\alpha }(t_{0}),B_{b}(x_{0}))\longrightarrow {\mathcal {C}}(I_{\alpha }(t_{0}),B_{b}(x_{0}))} definido como: {\displaystyle \Gamma \varphi (t)=x_{0}+\displaystyle \int _{t_{0}}^{t}f(s,\varphi (s))ds}. Nótese que {\displaystyle {C}(I_{\alpha }(t_{0}),B_{b}(x_{0}))} es un conjunto cerrado contenido en un espacio de Banach. Para concluir tenemos que elegir {\displaystyle \alpha } de forma que el operador esté bien definido y que sea contractivo: - Vamos a imponer que esté bien definido, es decir, que su imagen sea una función que tome valores en {\displaystyle B_{b}(x_{0})}, es decir, que la norma de {\displaystyle \Gamma \varphi (t)-x_{0}} sea menor que {\displaystyle b}. {\displaystyle \\|\Gamma \varphi (t)-x_{0}\\|=\left\\|\displaystyle \int _{t_{0}}^{t}f(s,\varphi (s))ds\right\\|\leq \left\|\displaystyle \int _{t_{0}}^{t}\\|f(s,\varphi (s))\\|ds\right\|\leq M\|t-t_{0}\|\leq M\alpha \leq b}. El último paso se cumple si elegimos {\displaystyle \alpha \leq b/M}. - Veamos ahora que el operador de Picard es contractivo bajo ciertas hipótesis sobre {\displaystyle \alpha }, que más adelante podrán ser omitidas. Dadas dos funciones {\displaystyle \varphi _{1},\varphi _{2}\in {\mathcal {C}}(I_{\alpha }(t_{0}),B_{b}(x_{0}))}, se tiene {\displaystyle \\|\Gamma \varphi _{1}-\Gamma \varphi _{2}\\|=\left\\|\displaystyle \int _{t_{0}}^{t}(f(s,\varphi _{1}(s))-f(s,\varphi _{2}(s)))ds\right\\|\leq \left\|\displaystyle \int _{t_{0}}^{t}\\|f(s,\varphi _{1}(s))-f(s,\varphi _{2}(s))\\|ds\right\|}. Como {\displaystyle f} es Lipschitz respecto la segunda variable tenemos que {\displaystyle \left\|\displaystyle \int _{t_{0}}^{t}\\|f(s,\varphi _{1}(s))-f(s,\varphi _{2}(s))\\|ds\right\|\leq L\left\|\displaystyle \int _{t_{0}}^{t}\\|\varphi _{1}(s)-\varphi _{2}(s)\\|ds\right\|\leq L\alpha \\|\varphi _{1}-\varphi _{2}\\|}, por lo que {\displaystyle \Gamma } es contractivo si {\displaystyle \alpha <1/L}. Por lo tanto, como el operador de Picard es un operador entre espacios de Banach (en particular espacios métricos inducidos por la norma) y contractivo, por el teorema del punto fijo de Banach, existe una única función {\displaystyle \varphi \in {\mathcal {C}}(I_{\alpha }(t_{0}),B_{b}(x_{0}))} tal que {\displaystyle \Gamma \varphi =\varphi }, es decir, solución del problema de valor inicial definida en {\displaystyle I}, donde {\displaystyle \alpha } debe satisfacer las condiciones dadas, es decir, {\displaystyle \alpha <\min\{a,b/M,1/L\}}. |

### Enunciado con más restricciones
El resultado anterior exige los requisitos mínimos que debe cumplir una función si queremos aplicar el teorema. Añadiendo más condiciones al enunciado original, podemos dar este otro más sencillo:
"Sea {\displaystyle f:[a,b]\times \mathbb {R} ^{n}\to \mathbb {R} ^{n}} una función Lipschitz. Entonces, dados {\displaystyle (t_{0},x_{0})\in [a,b]\times \mathbb {R} ^{n}}" existe una única solución {\displaystyle x(t)} del problema de valor inicial

{\displaystyle {\begin{cases}x'=f(t,x),\\x(t_{0})=x_{0},\end{cases}}}

definida {\displaystyle \forall t\in [a,b]}".

### Observación
Es importante observar que el teorema de Picard sólo nos garantiza la existencia y unicidad local de la solución de una EDO. Es decir, más allá del intervalo proporcionado por el teorema (dado que su demostración es constructiva) no podemos decir nada, en principio, del comportamiento de la solución del problema de valor inicial. Es posible complementar el teorema señalando que existe un intervalo abierto, que llamaremos intervalo maximal en el cual puede garantizarse que la solución existe y es única; fuera de este intervalo, el teorema de Picard no puede aplicarse.

## Optimización del intervalo de la solución
Ahora bien, hay un corolario del teorema del punto fijo de Banach que nos dice que si un operador {\displaystyle T^{n}} es contractivo para alguna potencia {\displaystyle n\in \mathbb {N} } entonces {\displaystyle T} tiene un único punto fijo. Intentaremos aplicar este resultado al operador de Picard. Pero antes veamos un pequeño lema que nos será muy útil para aplicar el anterior corolario.
| Lema {\displaystyle \\|\Gamma ^{m}\varphi _{1}-\Gamma ^{m}\varphi _{2}\\|\leq {\frac {L^{m}\alpha ^{m}}{m!}}\\|\varphi _{1}-\varphi _{2}\\|} |

| Demostración |
| Lo demostraremos por inducción: Para {\displaystyle m=1} ya lo hemos visto, suponemos cierto para {\displaystyle m-1} y probemos para {\displaystyle m}: {\displaystyle \\|\Gamma ^{m}\varphi _{1}-\Gamma ^{m}\varphi _{2}\\|=\\|\Gamma \Gamma ^{m-1}\varphi _{1}-\Gamma \Gamma ^{m-1}\varphi _{2}\\|\leq \left\|\displaystyle \int _{t_{0}}^{t}\\|f(s,\Gamma ^{m-1}\varphi _{1}(s))-f(s,\Gamma ^{m-1}\varphi _{2}(s))\\|ds\right\|\leq L\left\|\displaystyle \int _{t_{0}}^{t}\\|\Gamma ^{m-1}\varphi _{1}(s)-\Gamma ^{m-1}\varphi _{2}(s)\\|ds\right\|\leq {\frac {L^{m}\alpha ^{m}}{m!}}\\|\varphi _{1}-\varphi _{2}\\|}. Por lo tanto ahora sí, teniendo esta desigualdad podemos asegurar que para {\displaystyle m} suficientemente grande, la cantidad {\displaystyle {\frac {L^{m}\alpha ^{m}}{m!}}<1} y por lo tanto {\displaystyle \Gamma ^{m}} será contractivo y por el corolario anterior {\displaystyle \Gamma } tendrá un único punto fijo. Por lo que, finalmente, hemos podido optimizar el intervalo a tomar {\displaystyle \alpha =\min\{a,b/M\}}. Esto lo que nos dice es que el intervalo de definición de la solución no depende de la constante de Lipschitz del campo, sino esencialmente en el intervalo de definición del campo y la máxima pendiente del mismo. |

## Iteración de Picard
El método de aproximaciones sucesivas de Picard es un método iterativo para obtener una solución a una EDO. Dicha construcción iterativa se podrá realizar según la expresión

{\displaystyle x_{k}(t)=x_{0}+\int _{t_{0}}^{t}f(u,x_{k-1}(u))\ du}.

Este método constructivo es posible gracias al teorema del punto fijo de Banach.

## Ejemplos y Contraejemplos

### Ejemplo
Dado {\displaystyle (t_{0},x_{0})\in \mathbb {R} ^{2}}, consideramos el problema

{\displaystyle {\begin{cases}x'=(t^{2}-1)x^{3},\\x(t_{0})=x_{0}.\end{cases}}}

Para estudiar la existencia y unicidad de solución, definimos {\displaystyle C_{a,b}:=[t_{0}-a,t_{0}+a]\times [x_{0}-b,x_{0}+b]} para ciertos valores {\displaystyle a,b\in \mathbb {R} } tales que {\displaystyle a>0} y {\displaystyle b>0}, y basta con ver que {\displaystyle f(t,x)=(t^{2}-1)x^{3}}  es  Lipschitz respecto de su segunda variable en  {\displaystyle C_{a,b}}. Para ello tomamos dos puntos cualesquiera {\displaystyle (t,x)}, {\displaystyle (t,y)\in C_{a,b}} y, usando el Teorema del valor medio, obtenemos

{\displaystyle |f(t,x)-f(t,y)|=|t^{2}-1||x^{3}-y^{3}|=|(t^{2}-1)||3\varepsilon ^{2}||x-y|}  para cierto {\displaystyle \ \varepsilon \in (x_{0}-b,x_{0}+b).}

Acotando {\displaystyle |(t^{2}-1)|\leq \max _{t\in [t_{0}-a,t_{0}+a]}|(t^{2}-1)|} y {\displaystyle 3\varepsilon ^{2}\leq \max _{x\in [x_{0}-b,x_{0}+b]}|3x^{2}|} vemos que {\displaystyle f} es Lipschitz en {\displaystyle C_{a,b}} y, por el Teorema de Picard-Lindelöf, existe una única solución local para el problema

{\displaystyle {\begin{cases}x'=(t^{2}-1)x^{3},\\x(t_{0})=x_{0}.\end{cases}}}

### Contraejemplo
Dada la ecuación diferencial {\displaystyle x'=e^{t}{\sqrt {x}}} queremos comprobar si se cumplen las hipótesis del Teorema de Picard-Lindelöf. Dado  {\displaystyle (t_{0},x_{0})\in \mathbb {R} \times [0,+\infty )}, definimos {\displaystyle C_{a,b}} como el ejemplo anterior, y veamos si se cumple la condición de Lipschitz:
- Si  {\displaystyle x_{0}>0}, entonces, en  {\displaystyle C_{a,b}} podemos elegir  {\displaystyle b>0} tal que  {\displaystyle x_{0}-b>0}. Como en  {\displaystyle [x_{0}-b,x_{0}+b]} la función  {\displaystyle {\sqrt {x}}} es  {\displaystyle C^{1}}, de manera análoga al ejemplo anterior existe una constante  {\displaystyle L_{x_{0}}} tal que  {\displaystyle |{\sqrt {x}}-{\sqrt {y}}|\leq L_{x_{0}}|x-y|} {\displaystyle \forall x,y\in [x_{0}-b,x_{0}+b]}, por lo que hay existencia y unicidad de solución local.

- Sin embargo, si {\displaystyle x_{0}=0} cualquier entorno de dicho punto contendrá el 0, donde {\displaystyle {\sqrt {x}}} no es Lipschitz. Por lo tanto, no se puede garantizar unicidad local. De hecho, dos soluciones del PVI con condición inicial {\displaystyle x(t_{0})=0} son {\displaystyle x(t)\equiv 0} y {\displaystyle x(t)=(e^{t}-1)^{2}/4.}

## Teoremas de existencia relacionados
- El Teorema de existencia de Peano garantiza existencia, pero no unicidad. Se asume solo que {\displaystyle f} es continua pero a diferencia del Teorema de Picard Lindelöf no se requiere que la función sea localmente Lipschitz respecto a su segunda variable.
- El Teorema de existencia de Carathéodory es aún más general. Este teorema es una generalización del Teorema de Peano que no requiere que la función {\displaystyle f} sea continua por la derecha. Se puede utilizar para garantizar la existencia (pero no unicidad) de soluciones de ecuaciones diferenciales discontinuas.